# 2-я Московская гимназия

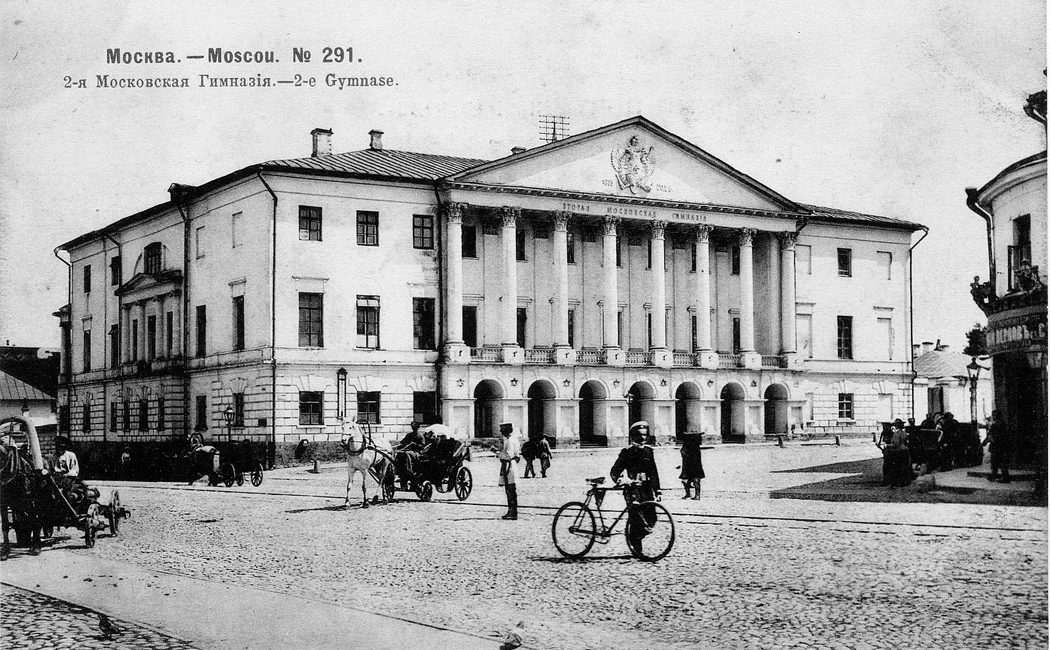
Здание гимназии в начале XX века.
«Елоховская ул., соб. д. Тел. 5-42.»

Вторая Московская гимназия была открыта в 1836 году в бывшем дворце графа Мусина-Пушкина на площади Разгуляй. Под её управлением работали московские уездные училища. При гимназии имелся благородный пансион.

## История
Московский университетский благородный пансион 29 марта 1830 года был обращён в 1-ю Московскую гимназию, а существовавшая тогда Московская губернская гимназия была переименована во 2-ю Московскую гимназию, однако такая ситуация продлилась недолго. По Высочайшему повелению от 22 февраля 1833 года 1-я гимназия была переименована в Московский дворянский институт, а Московская губернская гимназия, носившая название второй, стала с этих пор именоваться первой.
В 1834 году будущий попечитель московского учебного округа граф Сергей Григорьевич Строганов при посещении единственной в то время в Москве гимназии (1-я Московская гимназия) установил, что она переполнена учащимися. В результате было сделано представление в министерство народного просвещения о необходимости для столь многолюдного города, как Москва, открытия 2-й гимназии.
Сначала предполагалось купить дом князя М. П. Голицына на Новой Басманной улице (№ 26). Однако 31 января 1834 года была заключена купчая о приобретении за 130 тыс. руб. ассигнациями дома наследников графини Е. А. Мусиной-Пушкиной на Разгуляе. Купчая на этот дом с принадлежащею к нему землей (более 5 тыс. кв. сажен) была заключена от имени графов Ивана и Владимира Алексеевичей Мусиных-Пушкиных. По описи, приложенной к купчей, продавались главный трёхэтажный каменный корпус, два каменных двухэтажных флигеля и один флигель одноэтажный. Общая площадь владений, включавших также сад с прудом составляла 5607,5 квадратных саженей. Строительному комитету при Московском университете под председательством помощника попечителя Голохвастова было предложено заняться переделкой купленного дома. Здание, с помещением в него гимназии и пансиона, было открыто 24 августа 1836 года. В 1837 году был открыт, надстроенный каменным этажом, флигель, в котором разместилась больница и квартиры чиновников. В главном корпусе имелись деревянные лестницы, которые позднее (в 1847 и 1857 годах) были заменены чугунными на средства потомственного почетного гражданина И. Ф. Мамонтова.
Училищный комитет Московского Университета подобрал преподавателей: директором был назначен статский советник И. А. Старынкевич, законоучитель, 4 старших учителя: по истории, географии, латинскому языку, математике; и младшие учителя: по русскому, немецкому, французскому языкам. Ко дню открытия поступило 103 ученика, в том числе 19 дворян, 49 обер-офицерских детей, 2 духовного звания, 10 купеческого сословия, 16 мещан, 4 цеховых, 1 иностранец и 2 разночинца. 14 ноября 1835 года 2-я гимназия была открыта.
По Уставу 1828 года фактически было 2 типа гимназий — с греческим языком и без него. 2-я Московская гимназия, спустя два года после своего открытия, была отнесена к числу гимназий с греческим языком. Были добавлены уроки черчения и рисования, физики. По штату гимназии семь старших учителей были членами Педагогического Совета гимназии и состояли в IX классе государственной службы, получая в год жалованья 1950 руб. ассигнациями; законоучитель получал 1000 руб., три младших учителя, а также учитель чистописания и рисования — 900 руб.
На основании Указа от 1 ноября 1851 года гимназии разделялись:
1) с преподаванием естественной истории и законоведения;
2) с преподаванием только законоведения;
3) с преподаванием латинского языка в большем объёме и языка греческого.
Число последних было очень невелико: всего 13 по всей империи, а в Москве — только 2-я мужская гимназия. Именно в ней было сохранено преподавание греческого языка для желающих поступить на историко-филологический факультет и, кроме того, латинский язык преподавался в большем объёме начиная не с IV класса, а со II класса. По особому учебному плану в гимназии существовало три параллельных отделения — чисто филологическое, юридическое и полуфилологическое, в связи с чем было разрешено иметь двух учителей латинского языка.

А. Ф. Дементьев. Преподаватели гимназии

По новому уставу гимназий, утверждённому 11 ноября 1864 года, средние учебные заведения делились на классические и реальные гимназии с семилетним курсом; в классических гимназиях либо сохранялось изучение обоих древних языков — греческого и латинского, либо изучался только латинский. Во 2-й Московской гимназии сохранено было преподавание обоих древних языков. Преподавание законоведения прекращалось с 1 августа 1865 года, а заинтересованным ученикам предложено было перейти в 1-ю и 4-ю Московские гимназии для окончания своего образования.
В течение периода с 1865 по 1871 год среднее число учеников в гимназии ежегодно равнялось 460. В это время в фундаментальную библиотеку гимназии было приобретено 1219 томов, в то же время приобретений для ученической библиотеки в некоторые годы (1865, 1866, 1867, 1869) вовсе не делалось.
При гимназии работали: педагогические классы (до 1859); воскресные школы, в том числе все московские женские и несколько мужских; женские курсы — педагогические (с 1865), исторические (среди преподавателей И. Е. Забелин) и естественнонаучные (с 1869).
16 января 1868 года был освящён гимназический храм во имя Св. Апостола Андрея, при котором 2 года, до марта 1870 года действовало братство Св. Апостола Андрея Первозванного.
В 1905 году занятия в гимназии были временно прекращены. В следующий раз гимназия закрылась осенью 1917 года, как оказалось — окончательно.

## Пожертвования для гимназии
В гимназии были утверждены 3 стипендии:
1. Московское купеческое собрание в 1865 и 1873 годах пожертвовало капитал в 4800 руб. для воспитания из процентов одного ученика в гимназическом пансионе.
2. Действительный статский советник С. С. Поляков в 1879 году внёс 800 руб. для учреждения из процентов одной стипендии имени московского генерал-губернатора князя Владимира Андреевича Долгорукова.
3. Потомственный почётный гражданин А. А. Арманд в 1884 году пожертвовал 1000 руб. для учреждения из процентов стипендии имени его сына Андрея Арманд, бывшего учеником гимназии.

## Знаменитые выпускники
См. также: Выпускники 2-й Московской гимназии
В гимназии в разное время учились и окончили её многие выдающиеся личности; в их числе: 
1838
- Павел Пикулин

1839
- Павел Басистов

1840
- Михаил Носков

1841
- Александр Лакиер

1843
- Владимир Каченовский
- Александр Клеванов (серебряная медаль)

1847
- Иван Борисов

1849
- Николай Будаев

1850
- Александр Гевлич (золотая медаль)

1851
- Павел Эйнбродт

1852
- Эдуард Фукс

1853
- Евстафий Костров
- Николай Писарев
- Владимир Шереметевский (золотая медаль)[8]

1854
- Александр Веселовский (золотая медаль)
- князь Леонид Урусов

1855
- Александр Булыгинский (золотая медаль)[9]

1856
- Эрнст Ватсон (золотая медаль)

1859
- Василий Басов

1864
- Филипп Фортунатов (серебряная медаль)

1870
- Александр Лидов
- Пётр Маевский[10]
- Александр Михневич (золотая медаль)
- Иван Штуцер

1873
- Аристарх Белопольский
- Сергей Бубнов

1874
- Николай Насонов
- Алексей Фортунатов

1876
- Николай Баженов
- Иван Каблуков
- Аркадий Керзин

1880
- Наум Зак (золотая медаль)

1881
- Константин Аржеников (золотая медаль)
- Борис Безсонов
- Александр Гучков
- Николай Гучков

1882
- Александр Свирщевский (золотая медаль)
- Владимир Шереметевский (золотая медаль)

1885
- Павел Астров (золотая медаль)
- Владимир Гулевич (золотая медаль)
- Михаил Чехов

1886
- Василий Горячкин

1887
- Михаил Покровский (золотая медаль)

1891
- Борис Бруцкус (золотая медаль)

1893
- Николай Каринский
- Николай Кашин

1903
- Николай Лукин (золотая медаль)

1904
- Владимир Аркадьев

1905
- Алексей Очкин

1908
- Виктор Бунак
- Сергей Конобеевский

1911
- Леонид Курчевский
- Сергей Юдин[11]

1912
- Александр Опарин

1915
- Владимир Никулин

также окончили гимназию
- А. В. Давыдов (1892—1899)[12]
- А. В. Добров (1831—27.07.1896)[8]
- Р. А. Гейнрихсен (в 1884)[13]

также учились
- Георгий Викторович Адамович — 1902
- Мамонтов, Савва Иванович — не сдал в 1860 году выпускной экзамен по латыни[14]
- Николай Александрович Морозов — учился с 1869 года (исключён)
- Георгий Николаевич Шебуев — учился в 1862—1867 годах; перешёл в нижегородский дворянский институт, который окончил с золотой медалью в 1868 году.

## Директора
- И. А. Старынкевич (с 1835 года)
- И. А. Шпеер (с 15.01.1846—26.03.1848)
- В. В. Авилов (в 1856—1864)[15]
- Ф. П. Королёв (с 20 ноября 1864 года по 1870 год)
- Н. И. Сосфенов (с 07.02.1870 по 1877)
- С. В. Гулевич[16][17] (с 01.01.1877 по 1901 г.)[18]
- В. М. Михайловский (1902)
- Ф. И. Егоров (с 1905)[19]
- Н. Г. Высотский (1908—1911)
- И. С. Страхов (с 27.11.1911)[20][21]

## Преподаватели
См. также: Преподаватели 2-й Московской гимназии
- О. М. Бодянский — латинский язык и история (1835—1837)
- Ф. И. Буслаев — русский язык
- И. Ф. Гаярин (1849—1851) — русский язык
- В. П. Глики[22] — география, история, латинский язык[23]
- А. Е. Еше[24] — немецкий язык (с 1877)
- И. П. Разсадин — русский язык (1858—1861)
- Ксенофонт Жинзифов — греческий язык (1870—1873)
- Н. П. Завьялов — русский язык
- Н. Н. Кауфман (1856—1861) — естественная история
- Н. В. Кашин (1872—1959) — математика, физика, химия, космография (1898—1913)
- Д. Н. Корольков (1884—1892) — древние языки
- Каэтан Коссович (1843—1849) — греческий язык
- В. И. Красов — русский язык и словесность[25]
- Л. А. Мей — был инспектором с марта 1852 года до 31 мая 1853 года[26]
- П. К. Мейер[27]
- М. А. Носков — русский язык и словесность
- А. Г. Полотебнов — закон Божий
- Эмилий Христианович Репман — латинский язык
- Николай Васильевич Смирнов — история
- Сергей Николаевич Смирнов[28] — русский язык
- В. П. Шереметевский — русский язык и словесность (с 30 ноября 1858 года до 30 июля 1866 года); затем был инспектором гимназии (до 1 июля 1870 года)[8]